# Кызыл Яр (Оренбургская область)
Кызыл Яр — деревня в Северном районе Оренбургской области России. Входит в состав Кряжлинского сельсовета.
В Кызыл-Яр производится добыча углеводородов со времён СССР.

## География
Находится в северо-западной части Оренбуржья, в пределах Бугульминско-Белебеевской возвышенности, в степной зоне, на правом берегу реки Якушки, на расстоянии примерно 45 километров (по прямой) к востоку-юго-востоку (ESE) от села Северного, административного центра района.

### Климат
Климат характеризуется как континентальный с продолжительной морозной зимой, тёплым летом и относительно короткими весной и осенью. Продолжительность безморозного периода составляет 115—125 дней. Среднегодовое количество атмосферных осадков превышает 400 мм.

## Население
| 2010 |
| ---- |
| 106  |

## Инфраструктура
Водоснабжение осуществляется колхозом СПК «Правда».

## Транспорт
Деревня доступна автотранспортом. 